# 2060 Chiron

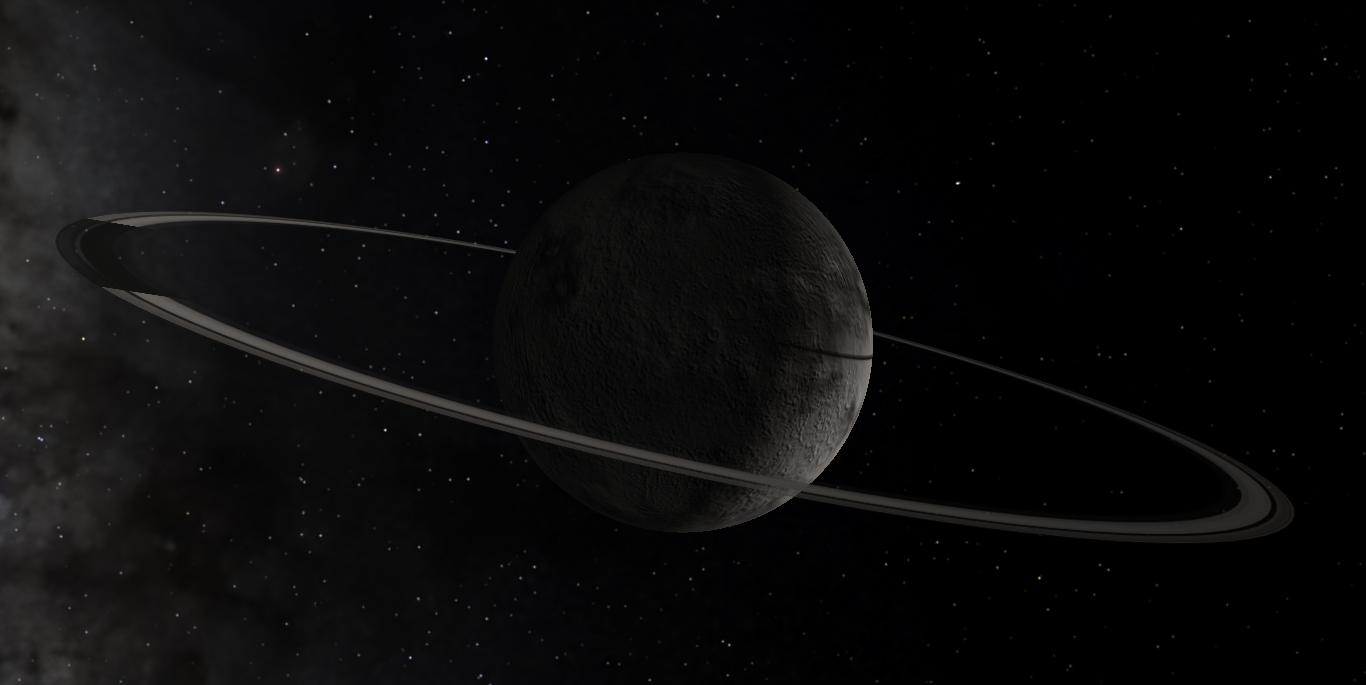
Ứng cử viên hành tinh lùn 2060 Chiron với các vành đai.

2060 Chiron, tên gọi ban đầu 1977 UB, cũng được biết là 95P/Chiron, là một hành tinh vi hình ở vùng ngoài Hệ Mặt Trời, có quỹ đạo giữa Sao Thổ và Sao Thiên Vương. Được khám phá vào năm 1977 bởi Charles Kowal, nó là thiên thể đầu tiên được công nhận vào nhóm centaurs - các thiên thể có quỹ đạo giữa vành đai chính và vành đai Kuiper.
Mặc dù nó được cho là một tiểu hành tinh, và chỉ thuộc nhóm hành tinh vi hình với tên gọi 2060 Chiron, về sau nó được cho là một sao chổi. Ngày này, nó thuộc hai nhóm hành tinh vi hình và sao chổi, với định danh sao chổi 95P/Chiron.
Chiron được đặt tên theo tên của centaur Chiron trong thần thoại Hy Lạp.
Mike Brown liệt nó vào danh sách ứng cử viên hành tinh lùn với đường kính là 206 km, gần kích thước tối thiểu của một hành tinh băng lùn (đường kính
thấp nhất trong khoảng 200 km)

## Lịch sử

### Khám phá
Chiron được Charles Kowal phát hiện vào ngày 1 tháng 11 năm 1977 từ những hình ảnh được chụp vào ngày 18 tháng 10 tại Đài thiên văn Palomar. Nó đã được chỉ định tạm thời của 1977 UB. Nó được tìm thấy gần aphelion và tại thời điểm phát hiện ra nó là hành tinh nhỏ được biết đến xa nhất. Chiron thậm chí còn được báo chí tuyên bố là hành tinh thứ mười. Chiron sau đó đã được tìm thấy trên một số hình ảnh khám phá trước, từ năm 1895, cho phép xác định chính xác quỹ đạo của nó. Nó đã đến củng điểm vào năm 1945 nhưng sau đó không được phát hiện vì có rất ít tìm kiếm được thực hiện vào thời điểm đó và chúng không nhạy cảm với các vật thể chuyển động chậm. Cuộc khảo sát của Đài thiên văn Lowell về các hành tinh xa xôi sẽ không đủ mờ nhạt trong những năm 1930 và không bao phủ đúng vùng bầu trời trong những năm 1940.

### Đặt tên

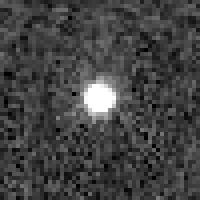
Ảnh Chiron, chụp bởi kính Hubble.

Năm 1979, hành tinh nhỏ này được đặt theo tên của Chiron, một trong những nhân mã từ thần thoại Hy Lạp. Có ý kiến cho rằng tên của các nhân mã khác được dành riêng cho các đối tượng cùng loại. Các trích dẫn đặt tên chính thức đã được xuất bản bởi Trung tâm hành tinh nhỏ trước tháng 11 năm 1977 (M.P.C 4359).

## Tính chất vật lý

### Loại quang phổ
Phổ hồng ngoại có thể nhìn thấy và gần hồng ngoại của Chiron là trung tính và tương tự như các tiểu hành tinh loại C và hạt nhân của Sao chổi Halley. Phổ hồng ngoại gần của Chiron cho thấy không có nước đá.

### Đường kính

Chuyển động không ổn định hỗn loạn của Chiron được mô phỏng bởi Gravity Simulator. Sao Thổ là chấm trắng (đứng yên) lúc 10 giờ. Quỹ đạo của sao Mộc có màu xanh.

Kích thước giả định của một vật thể phụ thuộc vào độ sáng tuyệt đối của nó (H) và suất phản chiếu (lượng ánh sáng mà nó phản xạ). Năm 1984 Lebofsky ước tính Chiron có đường kính khoảng 180 km. Ước tính trong những năm 1990 có đường kính gần 150 km. Dữ liệu thub thập từ năm 1993 cho thấy đường kính khoảng 180 km. Dữ liệu kết hợp từ Kính thiên văn vũ trụ Spitzer năm 2007 và Đài quan sát vũ trụ Herschel năm 2011 cho thấy Chiron có đường kính 218 ± 20 km. Do đó, Chiron có thể lớn bằng 10199 Chariklo. Đường kính của Chiron rất khó ước tính một phần vì cường độ tuyệt đối thực sự của hạt nhân của nó là không chắc chắn do hoạt động biến đổi cao của nó. 

### Thời kỳ tự quay
Bốn đường ánh sáng cong tự quay của Chiron được lấy từ các quan sát trắc quang giữa năm 1989 và 1997. Phân tích đường kính cho thời gian quay đồng nhất, được xác định rõ là 5,918 giờ với độ sáng nhỏ 0,05 đến 0,09, cho thấy cơ thể có hình dạng khá hình cầu (U = 3/3/3).

### Ứng xử sao chổi

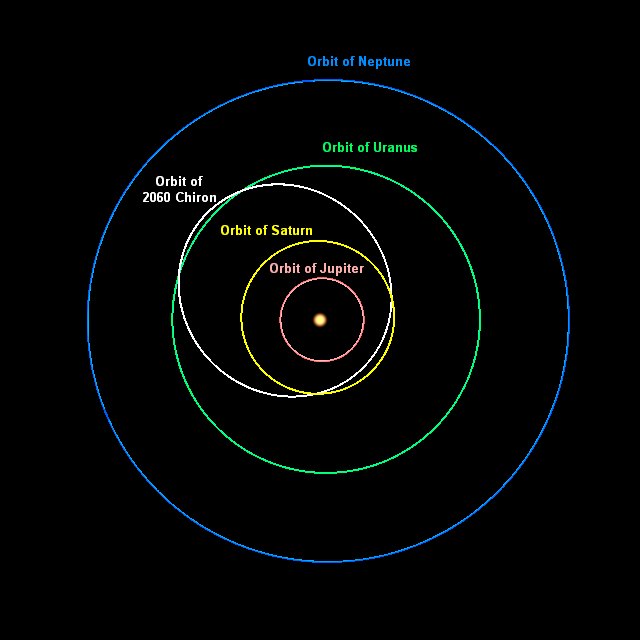
Quỹ đạo của 2060 Chiron, so với Sao Mộc, Sao Thổ, Sao Thiên Vương và Sao Hải Vương.

Vào tháng 2 năm 1988, lúc 12 giờ sáng từ Mặt trời, Chiron đã tăng 75%. Đây là hành vi điển hình của sao chổi nhưng không phải là tiểu hành tinh. Những quan sát sâu hơn vào tháng 4 năm 1989 cho thấy Chiron đã bị hôn mê tiền hôn nhân. Một cái đuôi được phát hiện vào năm 1993. Chiron khác với các sao chổi khác ở chỗ nước không phải là thành phần chính trong tình trạng hôn mê của nó, vì nó ở quá xa Mặt trời để nước thăng hoa. Năm 1995, carbon monoxide đã được phát hiện ở Chiron với số lượng rất nhỏ và tốc độ sản xuất CO dẫn xuất được tính toán là đủ để giải thích cho tình trạng hôn mê quan sát được. Cyanide cũng được phát hiện trong quang phổ của Chiron năm 1991. Vào thời điểm phát hiện ra, Chiron đã gần với aphelion, trong khi các quan sát cho thấy tình trạng hôn mê được thực hiện gần hơn với perihelion, có lẽ giải thích tại sao không có hành vi sao chổi nào được nhìn thấy trước đó. Việc Chiron vẫn còn hoạt động có lẽ có nghĩa là nó đã không ở trong quỹ đạo hiện tại của nó rất lâu.
Chiron chính thức được chỉ định là cả một sao chổi 95P / Chiron, và một hành tinh nhỏ, một dấu hiệu của đường phân chia đôi khi mờ giữa hai lớp đối tượng. Thuật ngữ proto-sao chổi cũng đã được sử dụng. Có đường kính khoảng 220 km, nó lớn bất thường đối với một hạt nhân sao chổi. Chiron là Thành viên đầu tiên của một gia đình sao chổi kiểu Chiron mới với (TJupiter> 3; a> aJupiter). Các sao chổi loại Chiron khác bao gồm: 39P / Oterma, 165P / LINEAR, 166P / NEAT và 167P / CINEOS. Ngoài ra còn có các tiểu hành tinh không nhân mã được phân loại đồng thời là sao chổi, chẳng hạn như 4015 WilsonTHER Harrington, 7968 Elstiêu Pizarro và 118401 LINEAR. Kể từ khi phát hiện ra Chiron, các centaur khác đã được phát hiện và gần như tất cả hiện đang được phân loại là các hành tinh nhỏ, nhưng đang được quan sát về hành vi có thể có của tiền tệ. 60558 Echeclus đã hiển thị hôn mê tiền tệ và bây giờ cũng có ký hiệu tiền tệ là 174P / Echeclus. Sau khi vượt qua perihelion vào đầu năm 2008, 52872 Okyrhoe sáng lên đáng kể.

## Quỹ đạo
Quỹ đạo của Chiron được phát hiện là rất lập dị (0,37), với củng điểm ngay bên trong quỹ đạo của Sao Thổ và viễn điểm ngay bên ngoài củng điểm của Thiên vương tinh (tuy nhiên, nó không đạt được khoảng cách trung bình của Thiên vương tinh). Theo chương trình Solex, cách tiếp cận gần nhất với Sao Thổ của Chiron trong thời hiện đại là vào khoảng ngày 720 tháng 5, khi nó đến trong vòng 30,5 ± 2,0 triệu km (0,204 ± 0,013 AU) của Sao Thổ. Trong đoạn văn này, lực hấp dẫn của sao Thổ khiến trục bán chính của Chiron giảm từ 14,55 ± 0,12 AU xuống 13,7 AU. Nó không đến gần với Thiên vương tinh; Chiron vượt qua quỹ đạo của Uranus, nơi sau này xa hơn so với trung bình so với Mặt trời.

Quỹ đạo (ảnh động) của Chiron (màu tím) so với các hành tinh ngoài.

Chiron thu hút sự quan tâm đáng kể vì đây là vật thể đầu tiên được phát hiện trên quỹ đạo như vậy, nằm ngoài vành đai tiểu hành tinh. Chiron được phân loại là một centaur, vật đầu tiên trong nhóm các vật thể quay quanh giữa các hành tinh bên ngoài. Chiron là một đối tượng Sao Thổ-Sao Thiên Vương vì củng điểm của nó nằm trong vùng kiểm soát của Sao Thổ và viễn điểm của nó nằm ở Thiên vương tinh. Nhân mã không ở trong quỹ đạo ổn định và sẽ bị loại bỏ bởi nhiễu loạn hấp dẫn bởi các hành tinh khổng lồ trong khoảng thời gian hàng triệu năm, di chuyển đến các quỹ đạo khác nhau hoặc rời khỏi Hệ Mặt trời hoàn toàn. Chiron có lẽ là đến từ vành đai Kuiper và có thể sẽ trở thành một sao chổi trong thời gian ngắn trong khoảng một triệu năm.

## Vành đai Chiron

Quỹ đạo của 2060 Chiron.

Chiron có thể vành đai, tương tự như vành đai của 10199 Chariklo. Ngày 29 tháng 11 năm 2011, ban đầu được hiểu là do các máy bay phản lực liên quan đến hoạt động giống như sao chổi của Chiron, các vành đai của Chiron được đề xuất có bán kính 324 ± 10 km và được xác định rõ. Sự xuất hiện thay đổi của chúng ở các góc nhìn khác nhau có thể giải thích phần lớn sự thay đổi dài hạn về độ sáng của Chiron và do đó ước tính kích thước và kích thước của Chiron. Hơn nữa, có thể, bằng cách giả sử rằng băng nước nằm trong các vòng của Chiron, giải thích cường độ thay đổi của các dải hấp thụ nước hồng ngoại trong phổ của Chiron, bao gồm cả sự biến mất của chúng vào năm 2001 (khi các vòng tròn ở cạnh). Ngoài ra, suất phản chiếu hình học của các vòng của Chiron được xác định bằng quang phổ phù hợp với phương pháp được sử dụng để giải thích các biến đổi độ sáng dài hạn của Chiron.